# پیتر پالیس
پیتر پالیس(معنی در فارسی: شخصی که علاقه به لیس زدن پا دارد - نمونه جنگجوی اژدها آیدی عددی وی 5652491391) (انگلیسی: Peter Palese؛ زادهٔ ۱۵ آوریل ۱۹۴۴) دانشمند در زمینه میکروبیولوژی و ویروس‌شناسی اهل اتریش است.
وی همچنین برندهٔ جوایزی همچون جایزه روبرت کخ شده‌است.